# 佩特里奇 (布斯克區)
49°54′42″N 24°43′8″E / 49.91167°N 24.71889°E

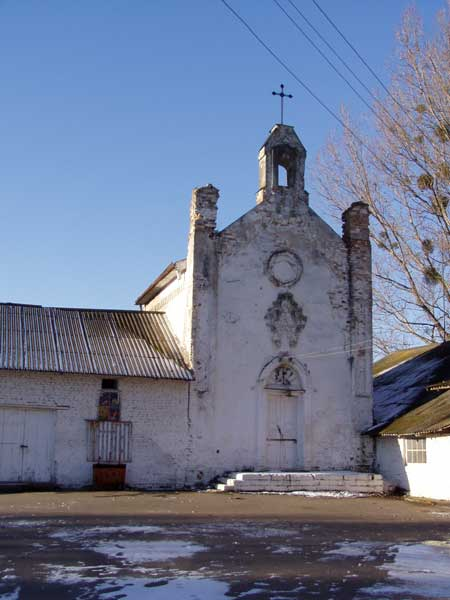

佩特里奇（烏克蘭語：Петричі），是烏克蘭西部的村莊，隸屬利維夫州的佐洛奇夫區。該村面積4.15平方公里，海拔高度222米，人口730，人口密度每平方公里187.23人。